# Karl Edward Wagner
Karl Edward Wagner (Knoxville, Tennessee, 4 december 1945 - 13 oktober 1994) was een Amerikaans fantasy-, sciencefiction- en horrorschrijver.

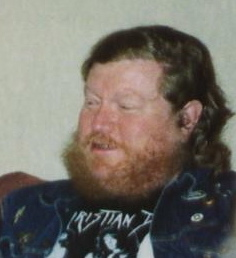
Karl Edward Wagner, 1989

## Korte biografie
Wagner werkte eerst als psychiater voordat hij met schrijven begon. Zijn bekendste werk is de serie mythische fantasyverhalen over de held Kane. Ook schreef hij verschillende horrorverhalen, de sciencefictionparodie Plan Ten from Inner Space en het boek The Road of Kings uit de Conan de Barbaar-serie.

### Kane reeks
- 1970 - Darkness Weaves
- 1973 - Death Angel's Shadow (verhalen)
- 1975 - Bloodstone
- 1976 - Dark Crusade
- 1978 - Night Winds (verhalen)
- 1985 - The Book of Kane (verhalen)

### Ander werk
- 1976 - Legion from the Shadows (Robert E. Howard's Bran Mak Morn serie)
- 1979 - The Road of Kings (Conan de Barbaar)
- 1983 - In a Lonely Place (verzameld werk)
- 1985 - Killer (samen met David Drake)
- 1987 - Why Not You and I? (verzameld werk)
- 1989 - Unthreatened by the Morning Light (verzameld werk)
- 1997 - Exorcisms and Ecstasies (verzameld werk)

- Bibsys: 13001698
- Biblioteca Nacional de España: XX1156506
- Bibliothèque nationale de France: cb12430830w (data)
- Gemeinsame Normdatei: 1078167001
- International Standard Name Identifier: 0000 0000 7824 1577
- Library of Congress Control Number: n78091083
- Bibliotheek van het Japanse parlement: 00476726
- Nationale Bibliotheek van Tsjechië: xx0005323
- Nationale en Universitaire bibliotheek Zagreb: 000189311
- Réseau des bibliothèques de Suisse occidentale: 02-A023392651
- SNAC: w6h1687j
- Virtual International Authority File: 101743614
- WorldCat: E39PBJrwXbJJQccc38F8gCdqQq